# 아일랜드 자유국 집행평의회 의장
아일랜드 자유국 집행평의회 의장(아일랜드어: Uachtarán ar Ard-Chomhairle Shaorstát Éireann 우아크타런 아르 아르드코와를러 히르스타트 에이렌, 영어: President of the Executive Council of the Irish Free State)은 아일랜드 자유국의 정부수반이다. 의회 하원인 달 에런에서 지명되어 총독의 재가를 받는 방식으로 취임했다.
오늘날의 아일랜드 대통령(우어흐터란)은 집행평의회 의장과 원어 표현이 같지만, 의장의 기능을 계승한 것은 티셔흐(총리)이다. 아일랜드는 내각책임제이기 때문에 오늘날의 우아크타런(대통령)은 아일랜드 자유국의 우아크타런(평의회 의장)과 달리 국가원수로서 상징적 기능만 하고 있다.

## 역대 의장 목록
| 대수                                   | 성명                    | 초상 | 임기            | 임기             | 연임 | 정당 | 정당         |
| -------------------------------------- | ----------------------- | ---- | --------------- | ---------------- | ---- | ---- | ------------ |
| 1.                                     | 리암 토마스 막 코스가르 |      | 1922년 12월 6일 | 1932년 3월 9일   | 5회  |      | 쿠먼 너 응엘 |
| 2.                                     | 에이먼 데 벌레라        |      | 1932년 3월 9일  | 1937년 12월 29일 | 3회  |      | 피아나 팔    |
| 1937년 12월 직위 폐기, 티셔흐로 계승됨 |                         |      |                 |                  |      |      |              |